# Aksujärvi (Gällivare socken, Lappland, 749035-173701)
Aksujärvi är en sjö i Gällivare kommun i Lappland och ingår i Kalixälvens huvudavrinningsområde. Sjön har en area på 0,204 kvadratkilometer och ligger 405,4 meter över havet. Aksujärvi ligger i Puolva Natura 2000-område.

## Delavrinningsområde
Aksujärvi ingår i det delavrinningsområde (749073-173633) som SMHI kallar för Utloppet av Aksujärvi. Medelhöjden är 420 meter över havet och ytan är 1,37 kvadratkilometer. Det finns inga avrinningsområden uppströms utan avrinningsområdet är högsta punkten. Vattendraget som avvattnar avrinningsområdet har biflödesordning 6, vilket innebär att vattnet flödar genom totalt 6 vattendrag innan det når havet efter 228 kilometer. Avrinningsområdet består mestadels av skog (85 procent). Avrinningsområdet har 0,2 kvadratkilometer vattenytor vilket ger det en sjöprocent på 14,6 procent.